# Malagazzia multitentaculatum
Malagazzia multitentaculatum is een hydroïdpoliep uit de familie Malagazziidae. De poliep komt uit het geslacht Malagazzia. Malagazzia multitentaculatum werd in 1932 voor het eerst wetenschappelijk beschreven door Menon. 